# Melville Shavelson
Melville Shavelson est un réalisateur, scénariste et producteur américain, né le 1er avril 1917 à New York et mort le 8 août 2007 à Studio City (Los Angeles, Californie).

## Biographie
Sa première épouse, Lucille, dont il a eu deux enfants, meurt en 2000. Il épouse en secondes noces Ruth Florea le 20 décembre 2001.
Il a notamment été président de la Writers Guild of America de 1969 à 1971, puis de 1979 à 1981, et enfin de 1985 à 1987.

## Filmographie

### Réalisateur
- 1955 : Mes sept petits chenapans (The Seven Little Foys)
- 1957 : Beau James (en)
- 1958 : La Péniche du bonheur (Houseboat)
- 1959 : The Five Pennies
- 1960 : C'est arrivé à Naples
- 1961 : On the Double
- 1962 : Le Pigeon qui sauva Rome (The Pigeon That Took Rome)
- 1963 : La Fille à la casquette (A New Kind of Love)
- 1966 : L'Ombre d'un géant (Cast a Giant Shadow)
- 1968 : Les Tiens, les Miens, le Nôtre (Yours, Mine and Ours)
- 1969 : My World and Welcome to It (en)
- 1972 : The War Between Men and Women
- 1972 : Here Comes the Judge (TV)
- 1974 : Mixed Company (en)
- 1975 : The Legend of Valentino (TV)
- 1976 : The Great Houdini (en) (TV)
- 1979 : Ike (TV)
- 1980 : Ike, l'épopée d'un héros (Ike: The War Years) (TV)
- 1983 : The Other Woman (TV)
- 1985 : Prête-moi ta vie (Deceptions)

### Scénariste
- 1941 : Ice-Capades
- 1944 : La Princesse et le Pirate (The Princess and the Pirate)
- 1945 : Le Joyeux Phénomène (Wonder Man)
- 1945 : Hollywood Victory Caravan
- 1946 : Le Laitier de Brooklyn (The Kid from Brooklyn)
- 1947 : KTLA Premiere (TV)
- 1947 : Where There's Life
- 1949 : Sorrowful Jones
- 1949 : Les Travailleurs du chapeau (It's a Great Feeling)
- 1949 : Always Leave Them Laughing
- 1949 : The Great Lover
- 1950 : Les Filles à papa (The Daughter of Rosie O'Grady) de David Butler
- 1950 : Jour de chance (Riding High) de Frank Capra
- 1951 : Le Bal du printemps (On Moonlight Bay)
- 1951 : La Femme de mes rêves (I'll See You in My Dreams), de Michael Curtiz
- 1951 : Une veine de... (Double dynamite)
- 1952 : Room for One More
- 1952 : Avril à Paris (April in Paris)
- 1953 : Un homme pas comme les autres (Trouble Along the Way)
- 1954 : C'est pas une vie, Jerry (Living It Up)
- 1955 : Mes sept petits chenapans (The Seven Little Foys)
- 1957 : Beau James (en)
- 1957 : Goodyear Theatre (TV)
- 1958 : La Péniche du bonheur (Houseboat)
- 1959 : Millionnaire de cinq sous (The Five Pennies)
- 1960 : It Started in Naples
- 1961 : On the Double
- 1962 : Le Pigeon qui sauva Rome (The Pigeon That Took Rome)
- 1963 : La Fille à la casquette (A New Kind of Love)
- 1966 : Cast a Giant Shadow
- 1967 : Accidental Family (TV)
- 1968 : Les Tiens, les Miens, le Nôtre (Yours, Mine and Ours)
- 1969 : Muy World and Welcome to It
- 1970 : Three Coins in the Fountain (TV)
- 1971 : Comedy Playhouse (TV)
- 1971 : Allan (TV)
- 1972 : The War Between Men and Women
- 1972 : Here Comes the Judges (TV)
- 1974 : Mixed Company (en)
- 1975 : The Legend of Valentino (TV)
- 1976 : The Great Houdini (en) (TV)
- 1979 : Ike (TV)
- 1980 : Ike, l'épopée d'un héros (Ike: The War Years) (TV)
- 1985 : Prête-moi ta vie (Deceptions) (TV)
- 2005 : Une famille 2 en 1 (Yours, Mine and Ours)

### Producteur
- 1953 : Un homme pas comme les autres (Trouble Along the Way)
- 1962 : Le Pigeon qui sauva Rome (The Pigeon That Took Rome)
- 1963 : La Fille à la casquette (A New Kind of Love)
- 1966 : Cast a Giant Shadow
- 1971 : Comedy Playhouse (TV)
- 1971 : Allan (TV)
- 1972 : here Comes the Judge (TV)
- 1974 : Mixed Company (en)
- 1979 : Ike (TV)

## Distinctions

### Nominations
- 1956 : Nommé à l'Oscar du meilleur scénario original pour Mes sept petits chenapans
- 1959 : Nommé à l'Oscar du meilleur scénario original pour La Péniche du bonheur

### Récompenses
- Au Writers Guild of America, il a gagné le WGA Award du meilleur scénario en 1953, 1959, 1960, 1963, 1969, 1973 et en 1979